# Lubuntu
Lubuntu (лубу́нту, от LXQt и Ubuntu) — производный от Ubuntu дистрибутив GNU/Linux с малым потреблением ресурсов. В качестве среды рабочего стола используется LXQt. Он подходит для нетбуков, портативных устройств и старых персональных компьютеров. Похожие цели преследует и проект Xubuntu.
10 мая 2011 года Lubuntu был включён в список основных дистрибутивов Ubuntu, таких как Ubuntu GNOME и Xubuntu. При этом Lubuntu 10.04 Lucid и 12.04 (Precise Pangolin) не являлись LTS-версиями дистрибутива (англ., Long Term Support– долгосрочная поддержка). Lubuntu 14.04, 16.04, 18.04 и 20.04 — LTS-версии с трёхлетним сроком поддержки.
В октябре 2017 года компания Canonical отозвала дистрибутив Ubuntu 17.10 и убрала с сайта ссылку на скачивание, поскольку она содержала ошибку инсталлятора, в результате которой повреждался BIOS в некоторых моделях ноутбуков Lenovo и Acer. Полный список пострадавших моделей в данный момент уточняется и пополняется. Критический баг в ноутбуках Lenovo и Toshiba был исправлен в Lubuntu 17.10.1.
Изначально, Lubuntu использовала графическую оболочку LXDE, но начиная с Lubuntu 18.10, которая вышла в октябре 2018 года, Lubuntu стала использовать LXQt.

## Особенности
1. Имя Lubuntu — это комбинация названий LXDE (LXQt) и Ubuntu. LXDE расшифровывается как Легковесное X11 Окружение Рабочего Стола, в то время как Ubuntu обозначает «гуманность, человеколюбие» в языках зулу и коса.
2. Разработчики Lubuntu при создании дистрибутива 10.04 использовали собственный репозиторий lubuntu-ориентированных пакетов[13], для сохранения возможности включения последних наработок после замораживания официального репозитория Ubuntu[14]. Благодаря этому они стабилизировали кодовую базу Lubuntu, не откладывая это на осенний релиз.
3. Кроме стандартных 64-битных версий для загрузки доступны версии для Intel Mac (например, для MacBook с процессором Intel) и PowerPC (например, для Apple Macintosh G3, G4, и G5, включая iBooks, PowerBooks и IBM OpenPower).

## История

Старый логотип Lubuntu

Ленни, талисман Lubuntu

Графическая оболочка LXDE доступна в репозиториях Ubuntu, начиная с версии 8.10 «Intrepid Ibex». Пакет с LXDE мог быть установлен и в более ранних версиях Ubuntu.
В феврале 2009 года Марк Шаттлворт пригласил команду разработчиков LXDE помочь создать новый официальный дистрибутив в сотрудничестве с сообществом Ubuntu на его основе. Дистрибутив назвали Lubuntu.
В марте 2009 года Марио Белинг (Mario Behling) создаёт на Launchpad проект Lubuntu, для которого создаётся ранний проект логотипа. Для дистрибутива также была заведена страница в официальной вики Ubuntu. Страница, редактировавшаяся Белингом, включает списки приложений, пакетов и компонентов для Lubuntu.
В августе 2009 года вышла первая тестовая версия с Live CD без возможности установки.
30 декабря 2009 года, в целях раннего тестирования, была выпущена альфа-версия Lubuntu 10.04 Lucid Lynx Alpha 1 «Preview», за которой последовали Alpha 2 — 24 января и Alpha 3 — 26 февраля 2010 года. 19 марта в свет вышел первый бета-релиз — Lubuntu Lucid Beta 1. 12 апреля выходит второй бета-релиз, который включает в себя массу исправлений и улучшений, в частности — в работе Live CD. 24 апреля выходит последняя бета-версия Lubuntu — Lubuntu Lucid Beta 3.
2 мая 2010 года выходит финальная бета-версия Lubuntu 10.04 Lucid Stable Beta. Так как в это время Lubuntu ещё не был включён в список официальных дистрибутивов Ubuntu, то разработчики решили не называть 10.04 стабильной  версией, а лишь стабильной бета-версией.
Первая версия Lubuntu 11.04, Alpha 1, была выпущена 3 декабря 2010 года, отставая от графика на один день. Alpha 2 вышла 8 февраля 2011 года, с отставанием от графика на несколько дней.
Ленни стал талисманом Lubuntu в 2014 году.
Симон Куиглей, один из разработчиков Lubuntu, объявил в августе 2018 года, что Lubuntu 20.10 будет использовать Wayland по умолчанию.

## Реакция в прессе
Первичное тестирование Кристофером Смартом (Christopher Smart), обозревателем журнала Linux Magazine, показало, что по сравнению с Xubuntu и Ubuntu, Lubuntu использует почти вдвое меньше памяти при обычной установке на настольном компьютере, и почти втрое меньше при загрузке с Live CD.

## Приложения

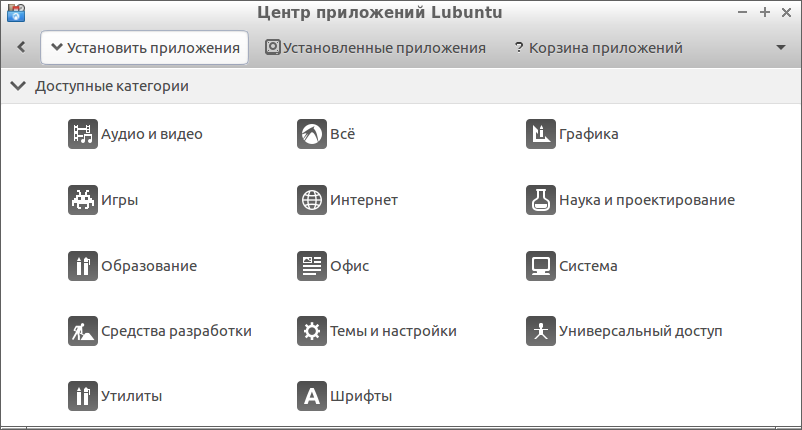
Центр приложений в Lubuntu 16.04

Lubuntu 16.04 включает в себя следующие приложения:
Пользовательские приложения:
- AbiWord — текстовый процессор
- Audacious — аудио-проигрыватель
- Mozilla Firefox — браузер
- Evince — просмотр PDF
- Galculator — калькулятор
- Gnumeric — электронная таблица
- guvcview — веб-камера
- LightDM — дисплейный менеджер
- GNOME-MPlayer — видеопроигрыватель
- mtPaint — графический редактор
- Pidgin — клиент мгновенного обмена сообщениями
- Scrot — создание скриншотов
- Simple Scan — сканирование
- Sylpheed — почтовый клиент
- Synaptic — менеджер пакетов
- Transmission — BitTorrent-клиент
- Менеджер обновлений
- File-roller — архиватор
- Xfburn — запись CD
- Xpad — заметки
- XScreenSaver — хранитель экрана

Из состава LXDE:
- GPicView — просмотр изображений
- Leafpad — текстовый редактор
- LXAppearance
- LXDE Common
- LXDM
- LXLauncher
- LXPanel
- LXRandr
- LXSession
- LXSession Edit
- LXShortCut
- LXTerminal
- Menu-Cache
- Openbox — оконный менеджер
- PCManFM — файловый менеджер

Lubuntu также имеет доступ к репозиторию Ubuntu, через менеджер пакетов Synaptic, который позволяет устанавливать приложения, доступные для Ubuntu.

## Релизы
| Старая неподдерживаемая версия | Старая поддерживаемая версия | Поддерживаются основные компоненты Ubuntu |  | Текущая версия |  | Будущая версия | Тестовая версия |

| Версия    | Кодовое имя       | Дата релиза     | Окончание срока поддержки | Пояснения                                                                      |
| --------- | ----------------- | --------------- | ------------------------- | ------------------------------------------------------------------------------ |
| 8.10      | Intrepid Ibex     | 30 октября 2008 | апрель 2010               | Поставляется как дополнительный пакет только для настольных ПК.                |
| 9.10      | Karmic Koala      | 26 октября 2009 | апрель 2011               | Пакет в репозитории Ubuntu.                                                    |
| 10.04     | Lucid Lynx        | 2 мая 2010      | октябрь 2011              | LiveCD, пакет в репозитории Ubuntu.                                            |
| 10.10     | Maverick Meerkat  | 6 ноября 2010   | апрель 2012               | LiveCD, пакет в репозитории Ubuntu.                                            |
| 11.04     | Natty Narwhal     | 28 апреля 2011  | ноябрь 2012               | LiveCD, пакет в репозитории Ubuntu.                                            |
| 11.10     | Oneiric Ocelot    | 13 октября 2011 | апрель 2013               | Первая версия, получившая официальный статус в семействе дистрибутивов Ubuntu. |
| 12.04     | Precise Pangolin  | 26 апреля 2012  | октябрь 2013              | В отличие от Ubuntu, у этого релиза длительная поддержка отсутствует.          |
| 12.10     | Quantal Quetzal   | 18 октября 2012 | апрель 2014               | LiveCD, пакет lubuntu-desktop в репозитории Ubuntu.                            |
| 13.04     | Raring Ringtail   | 25 апреля 2013  | январь 2014               |                                                                                |
| 13.10     | Saucy Salamander  | 17 октября 2013 | июль 2014                 | Браузером по умолчанию выбран Firefox (вместо Chromium).                       |
| 14.04 LTS | Trusty Tahr       | 17 апреля 2014  | апрель 2017               | Первая версия, получившая длительный срок поддержки (3 года).                  |
| 14.10     | Utopic Unicorn    | 23 октября 2014 | июль 2015                 |                                                                                |
| 15.04     | Vivid Vervet      | апрель 2015     | январь 2016               |                                                                                |
| 15.10     | Wily Werewolf     | 22 октября 2015 | июль 2016                 |                                                                                |
| 16.04 LTS | Xenial Xerus      | 21 апреля 2016  | апрель 2019               | Вторая версия, получившая длительный срок поддержки (3 года).                  |
| 16.10     | Yakkety Yak       | 20 октября 2016 | июль 2017                 |                                                                                |
| 17.04     | Zesty Zapus       | 14 апреля 2017  | январь 2018               |                                                                                |
| 17.10     | Artful Aardvark   | 19 октября 2017 | июль 2018                 | Проблемная версия, удалена с официальных ресурсов.                             |
| 17.10.1   | Artful Aardvark   | 12 января 2017  | июль 2018                 |                                                                                |
| 18.04 LTS | Bionic Beaver     | 26 апреля 2018  | апрель 2021               | Третья версия Lubuntu с долгосрочной поддержкой.                               |
| 18.10     | Cosmic Cuttlefish | октябрь 2018    | июль 2019                 | Первая версия Lubuntu с LXQt.                                                  |
| 19.04     | Disco Dingo       | апрель 2019     | январь 2020               | Предыдущая версия Lubuntu.                                                     |
| 19.10     | Eoan Ermine       | октябрь 2019    | июль 2020                 | Последняя версия Lubuntu                                                       |
| 20.04 LTS | Focal Fossa       | апрель 2020     | апрель 2023               |                                                                                |
| 20.10     | Groovy Gorilla    | октябрь 2020    | июль 2021                 | Следующая версия Lubuntu.                                                      |
| 21.04     | Hirsute Hippo     | апрель 2021     | январь 2022               |                                                                                |
| 21.10     | Impish Indri      | октябрь 2021    | июль 2022                 |                                                                                |
| 22.04 LTS | Jammy Jellyfish   | апрель 2022     | апрель 2025               | Последняя версия Lubuntu с долгосрочной поддержкой.                            |
| 22.10     | Kinetic Kudu      | октябрь 2022    | июль 2023                 | Прошлая версия Lubuntu.                                                        |
| 23.04     | Lunar Lobster     | апрель 2023     | январь 2024               | Последняя версия Lubuntu.                                                      |
| 23.10     | Mantic Minotaur   | октябрь 2023    | июль 2024                 | Будущая версия Lubuntu.                                                        |

## Скриншоты

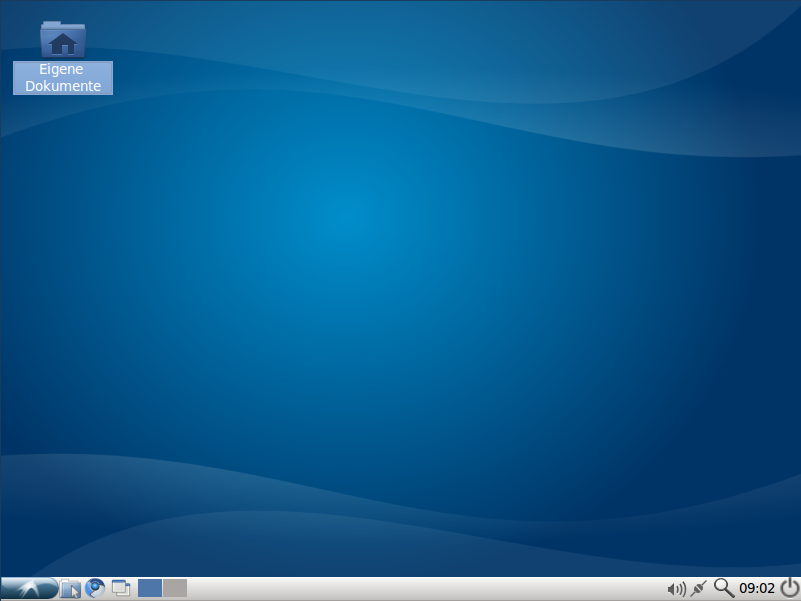
Lubuntu 10.04
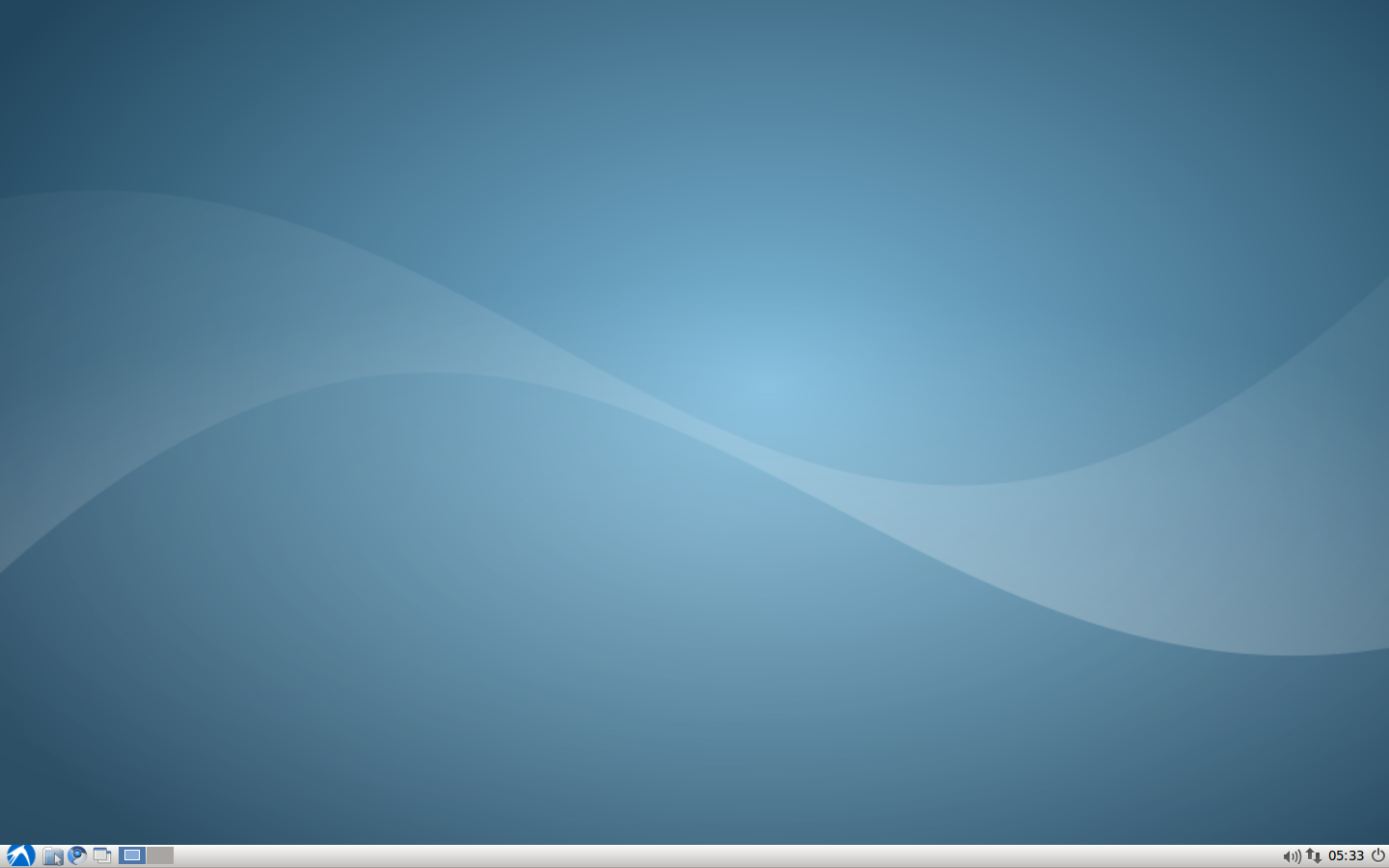
Lubuntu 10.10
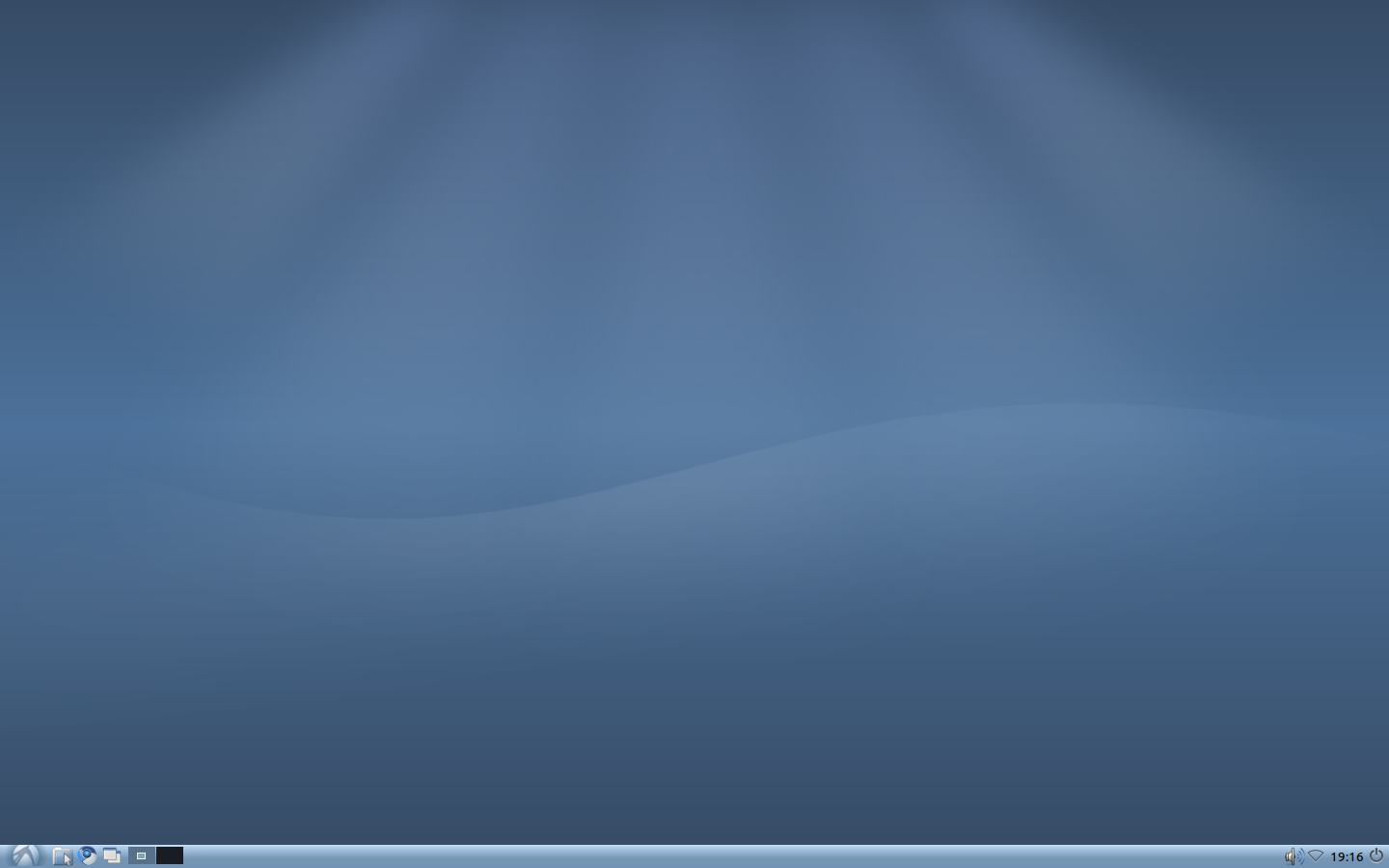
Lubuntu 11.04
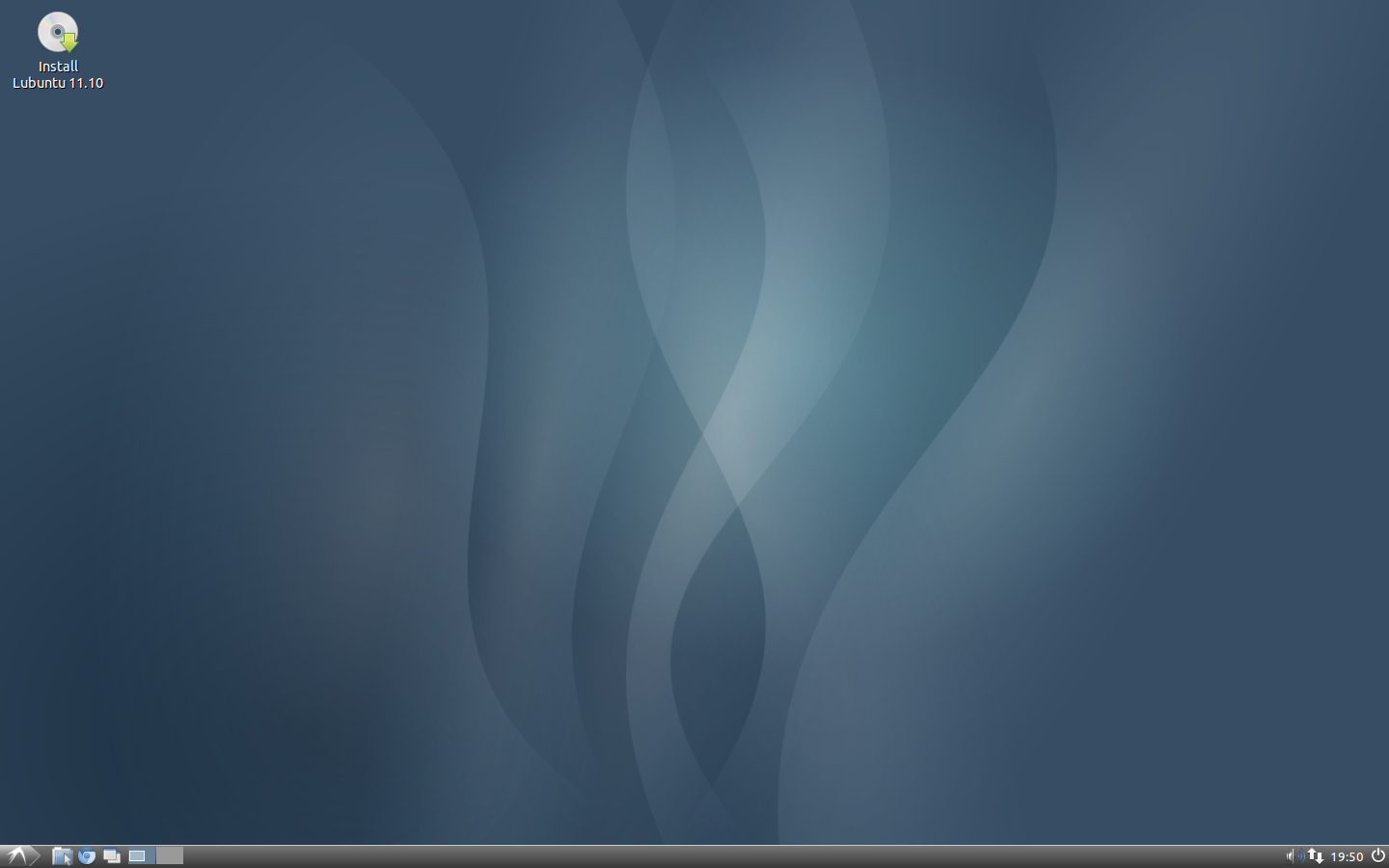
Lubuntu 11.10
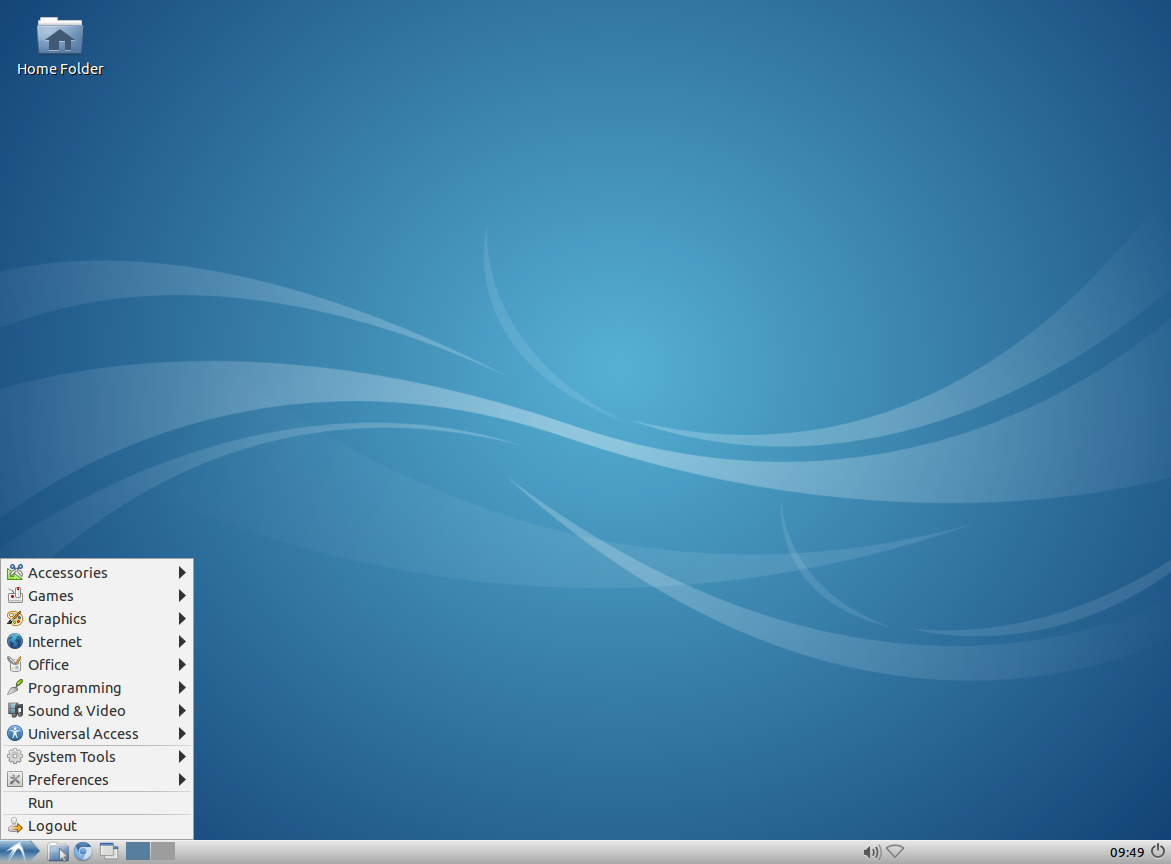
Lubuntu 12.04 LTS
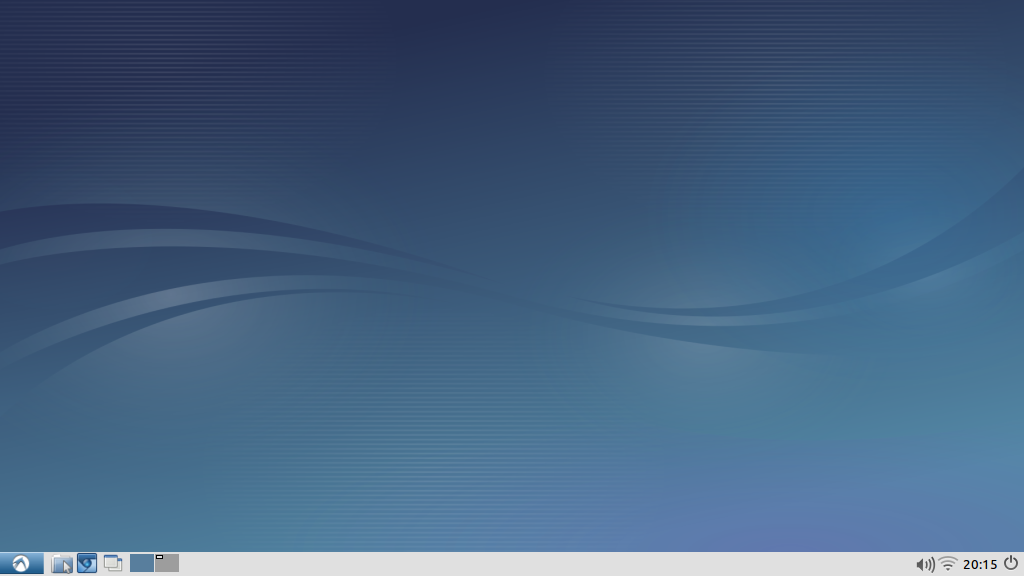
Lubuntu 12.10
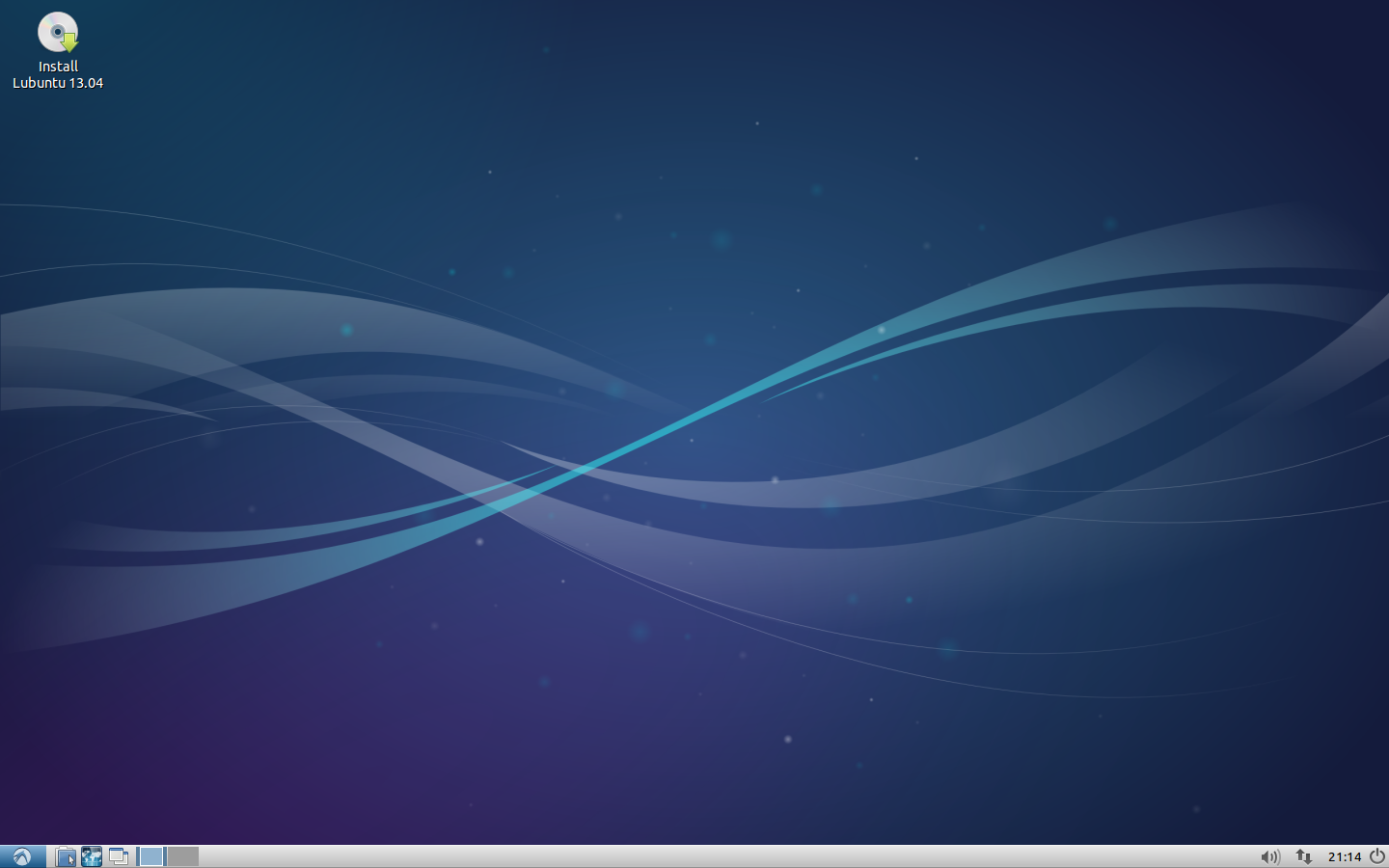
Lubuntu 13.04
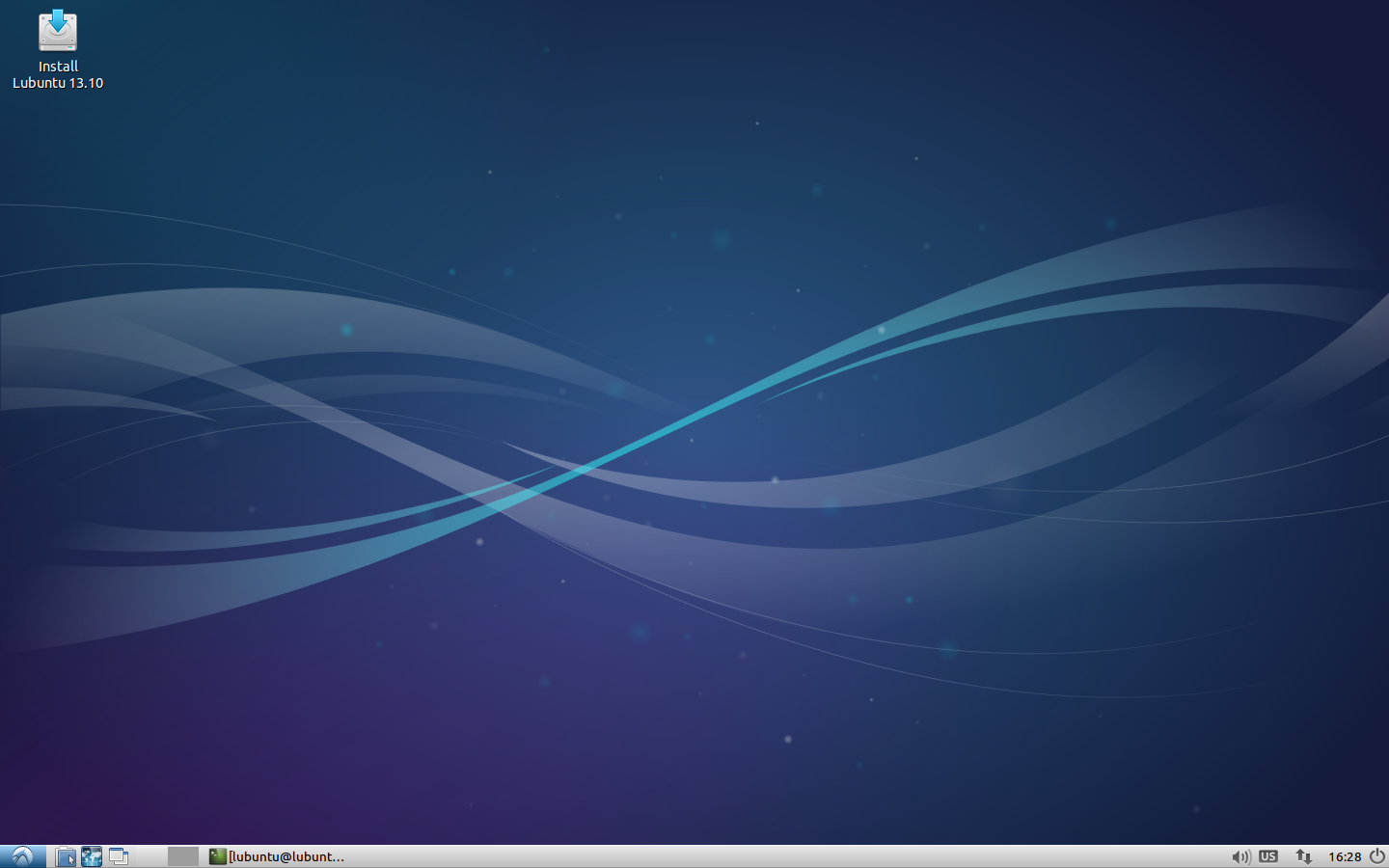
Lubuntu 13.10
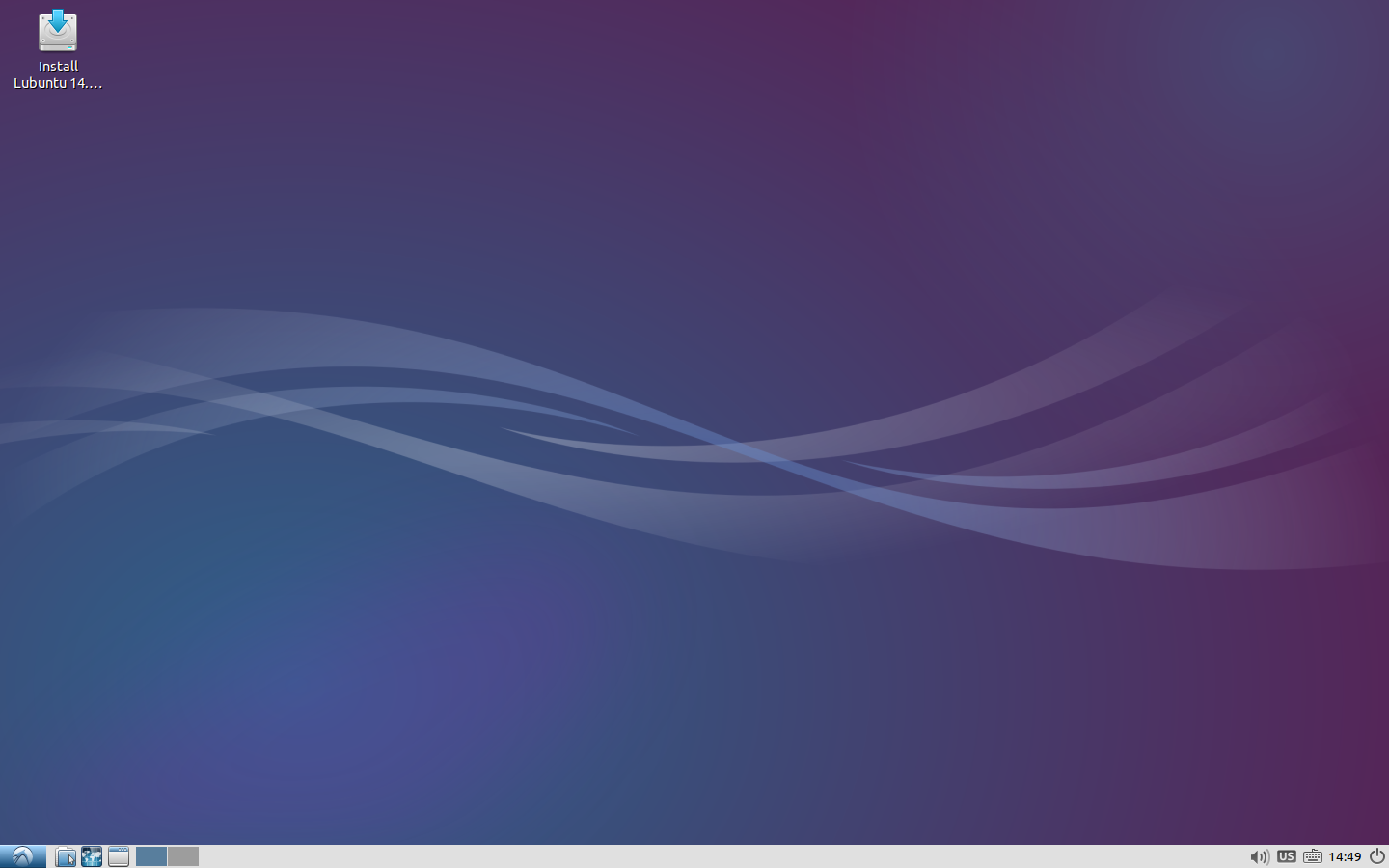
Lubuntu 14.04 LTS
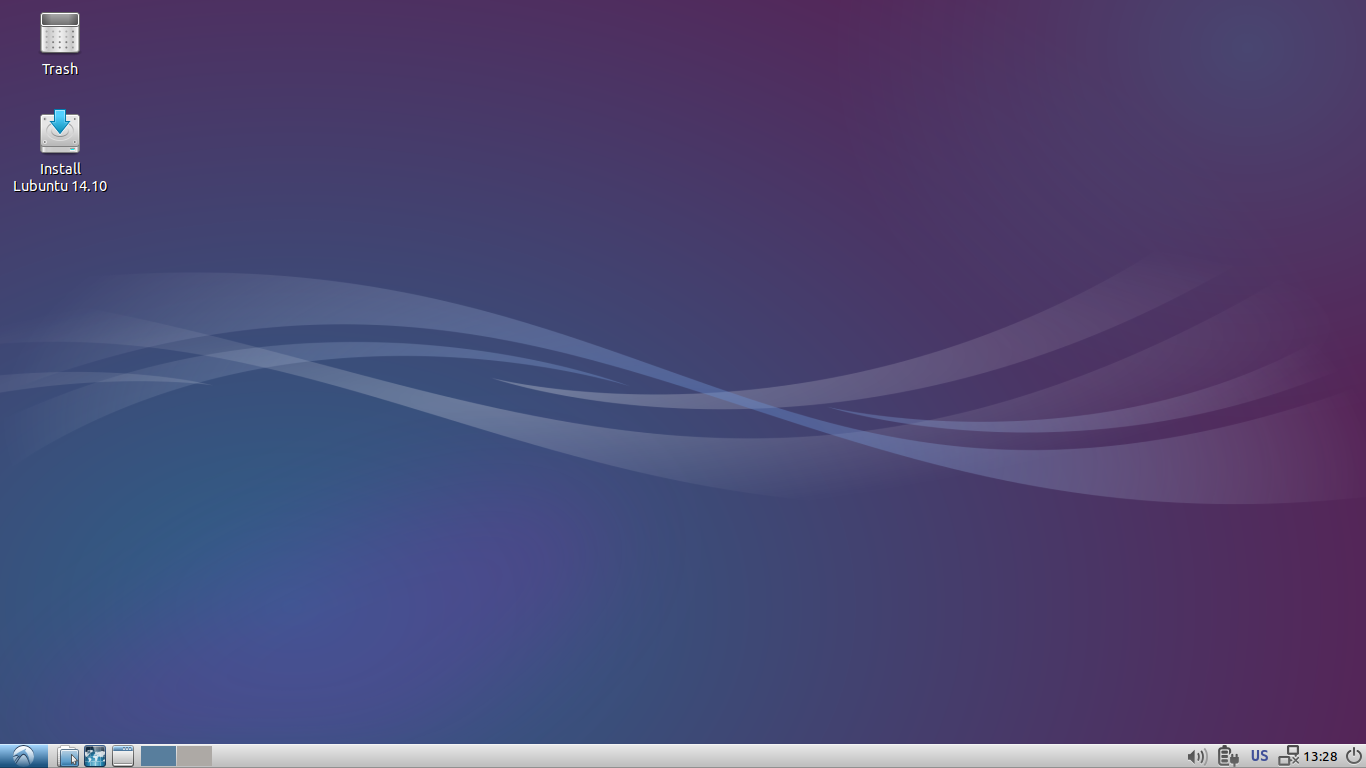
Lubuntu 14.10
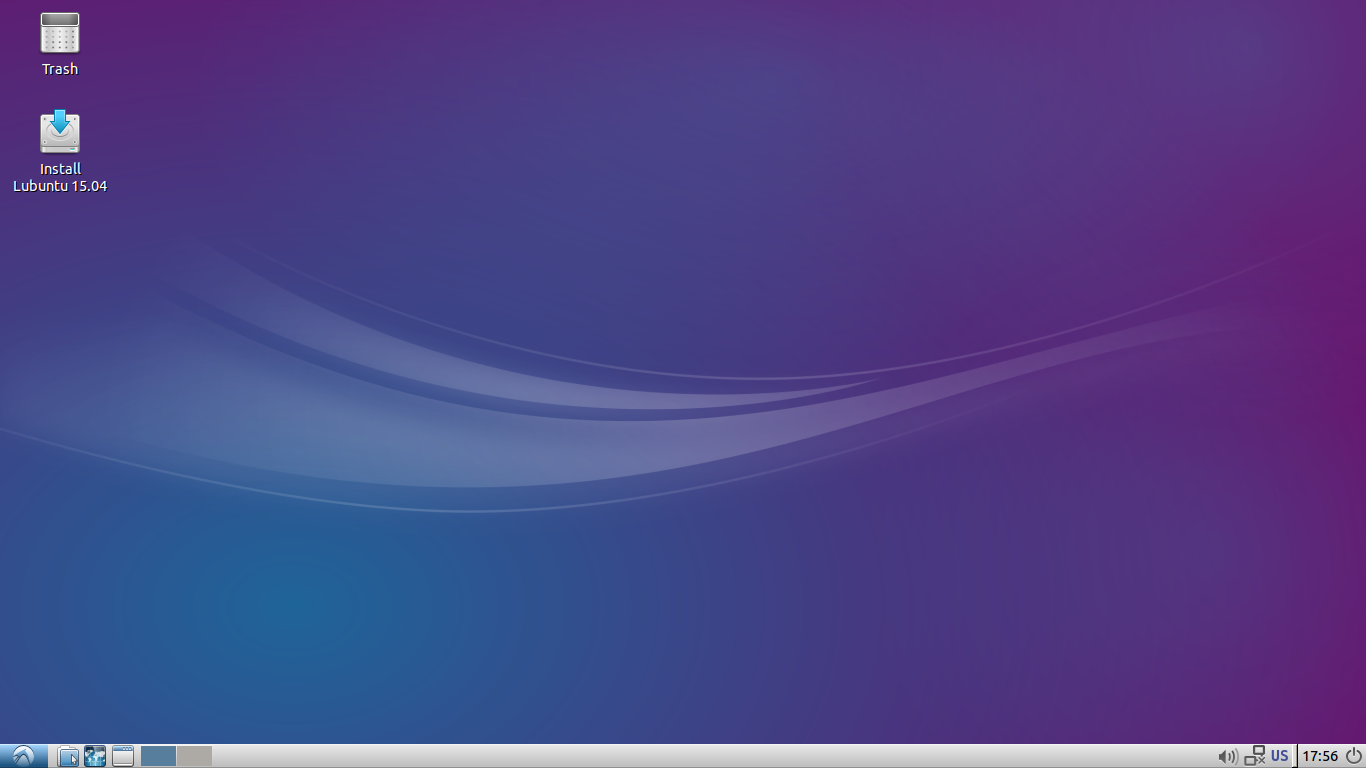
Lubuntu 15.04
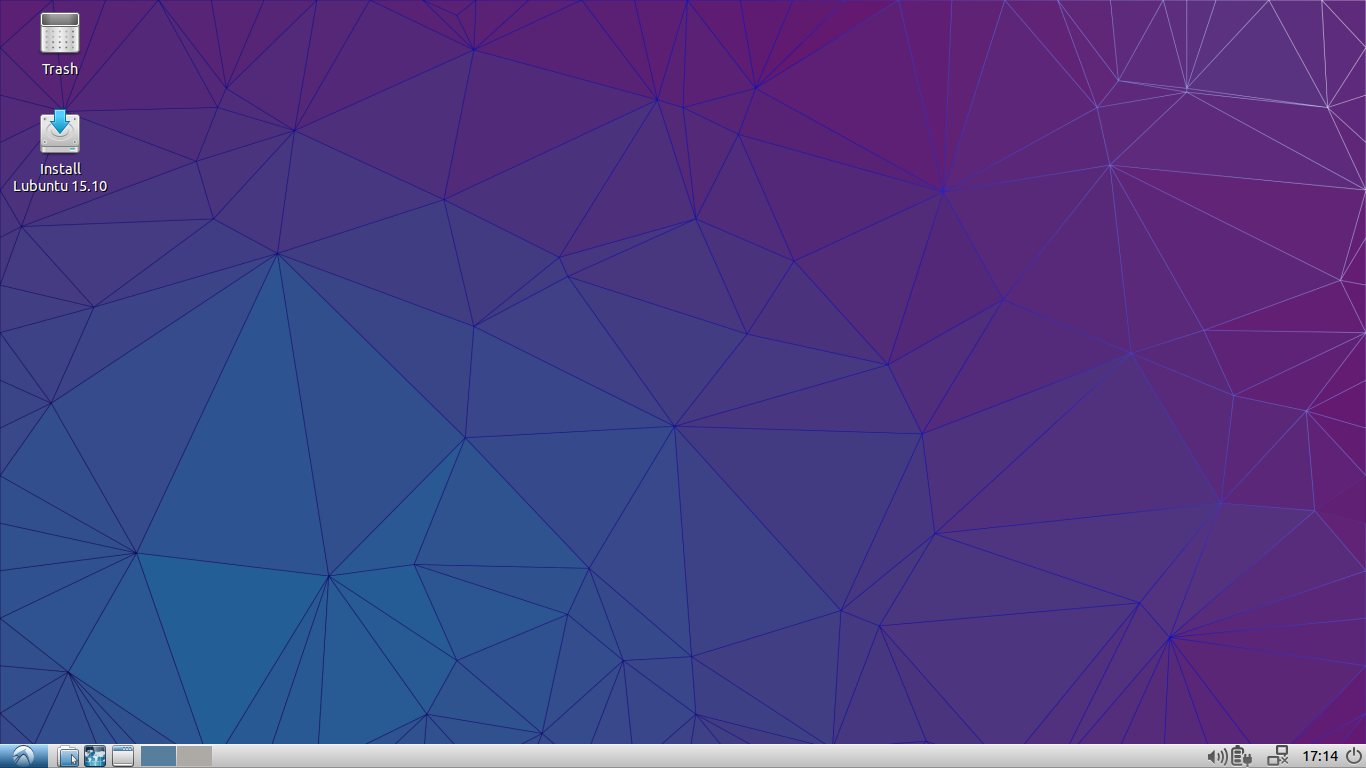
Lubuntu 15.10
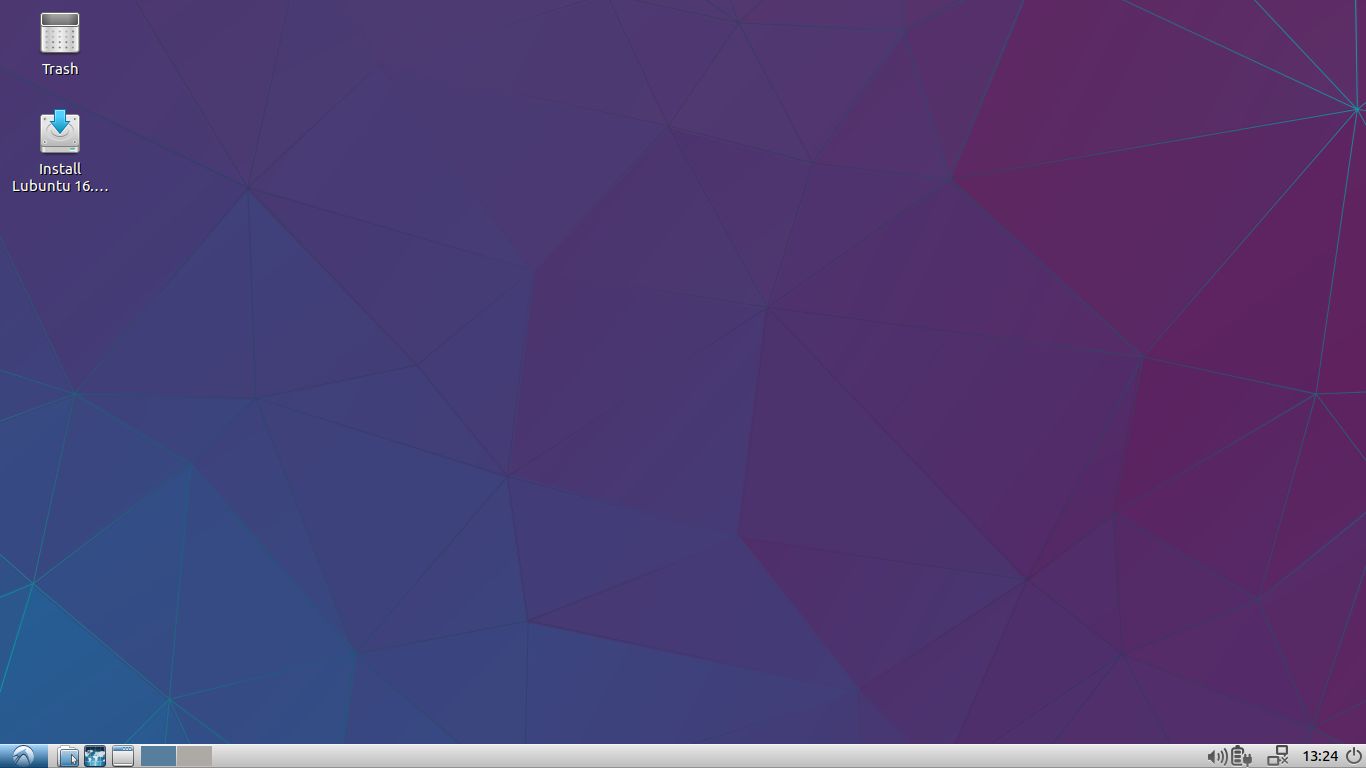
Lubuntu 16.04 LTS
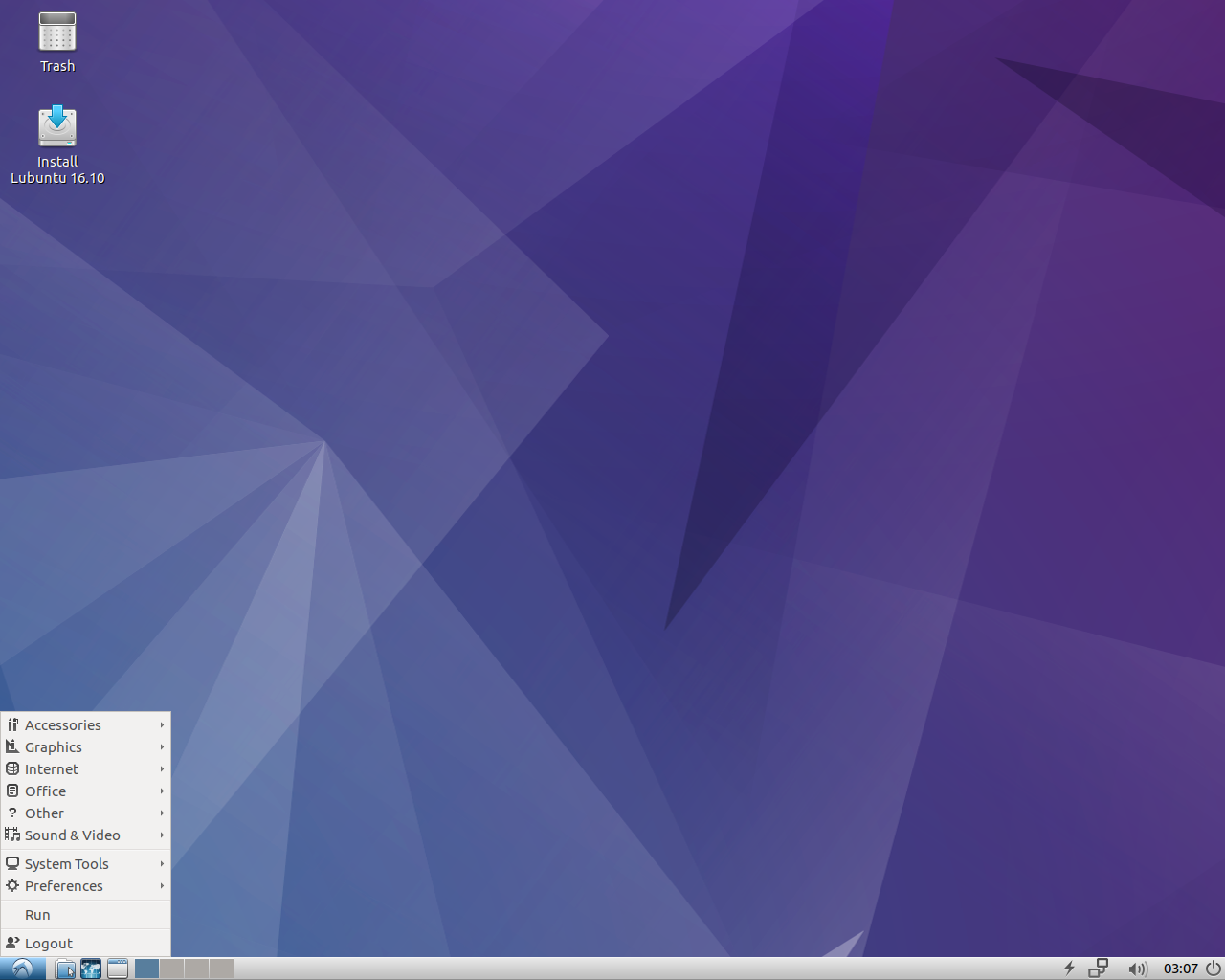
Lubuntu 16.10
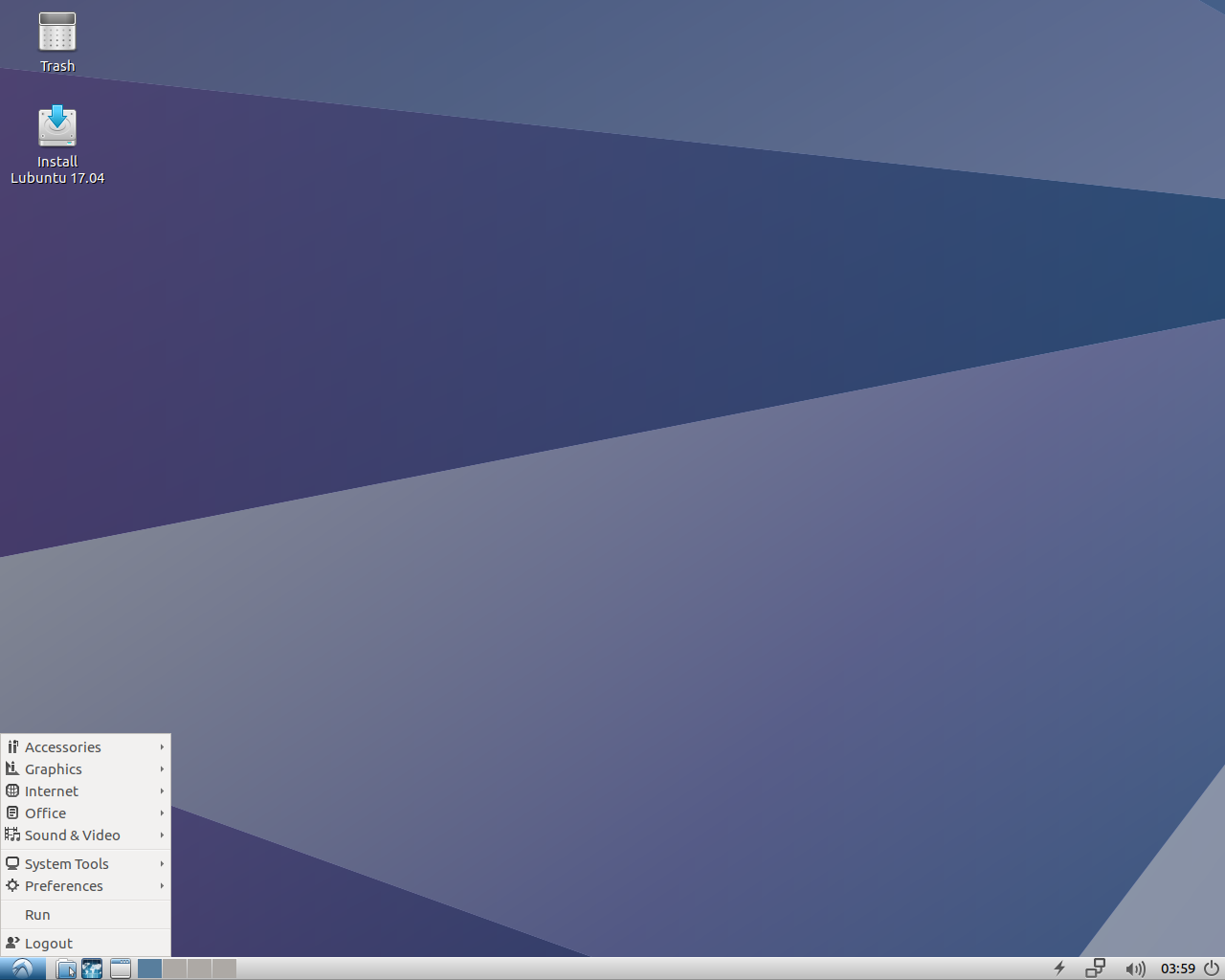
Lubuntu 17.04
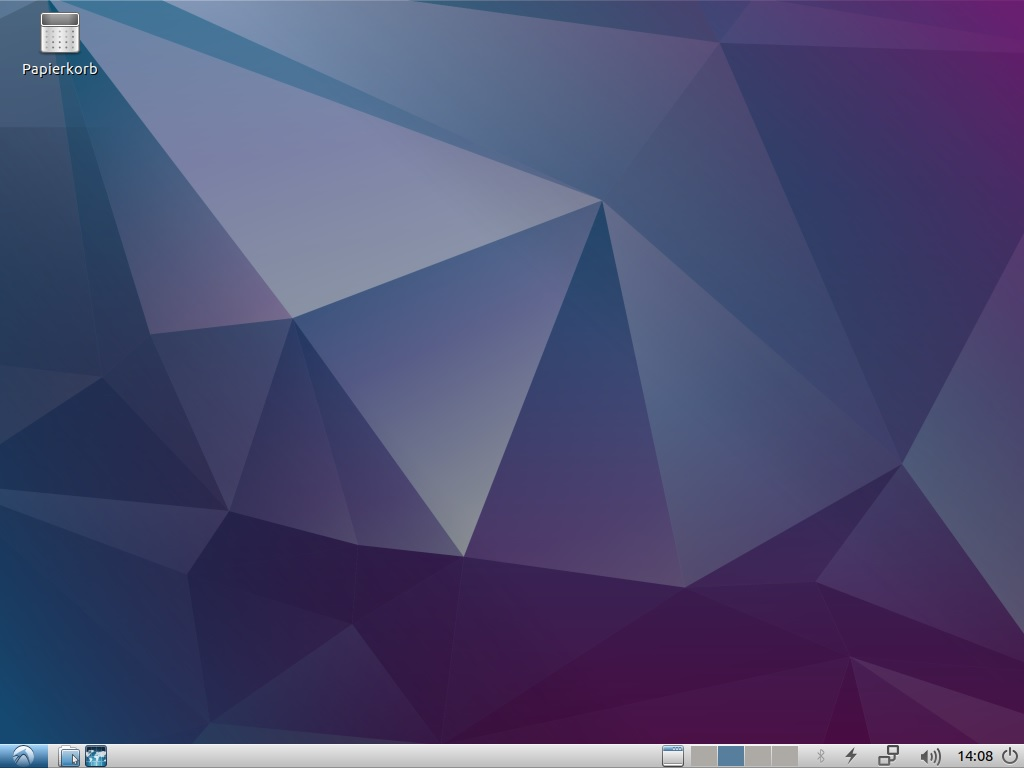
Lubuntu 17.10
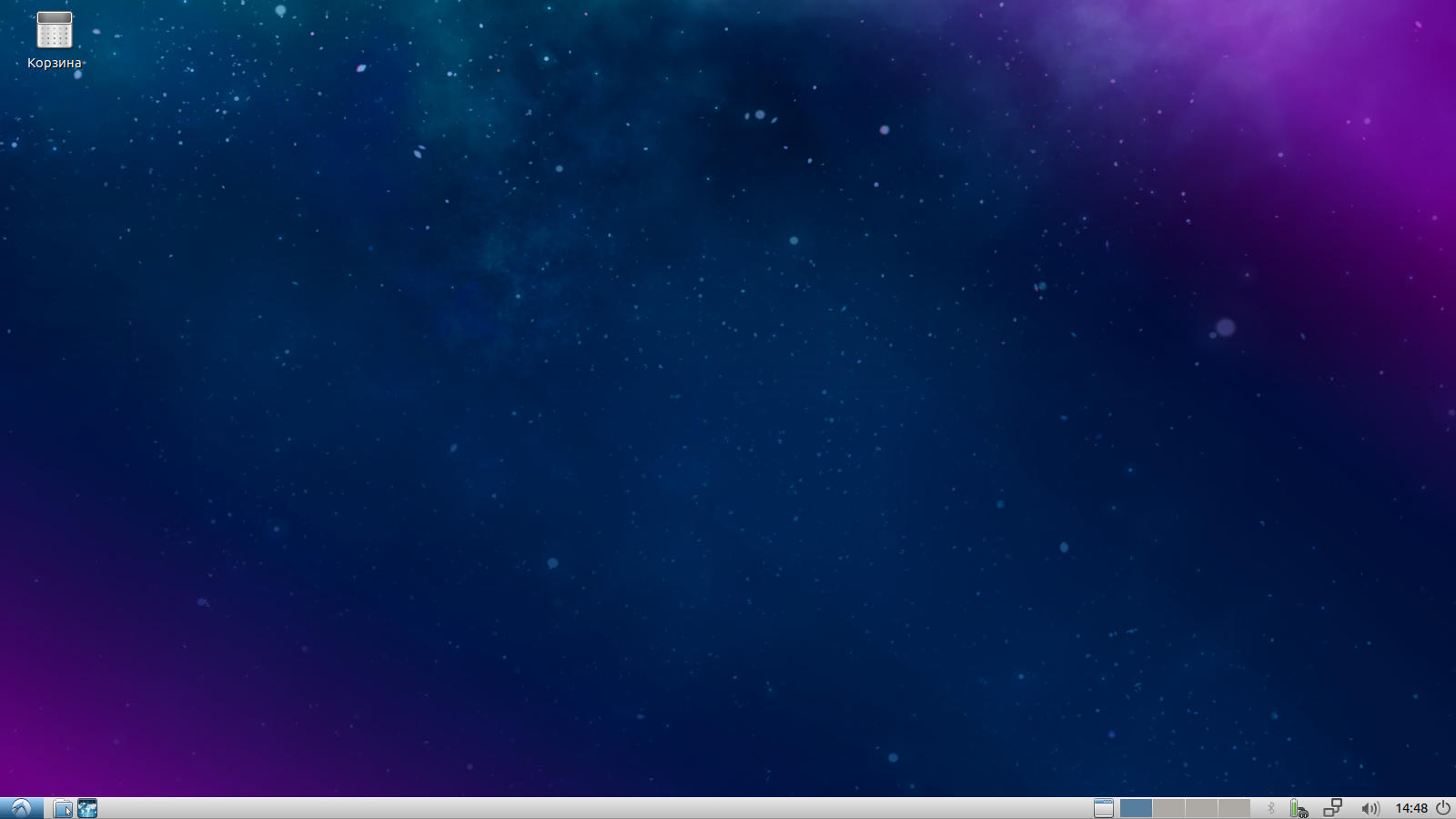
Lubuntu 18.04 LTS
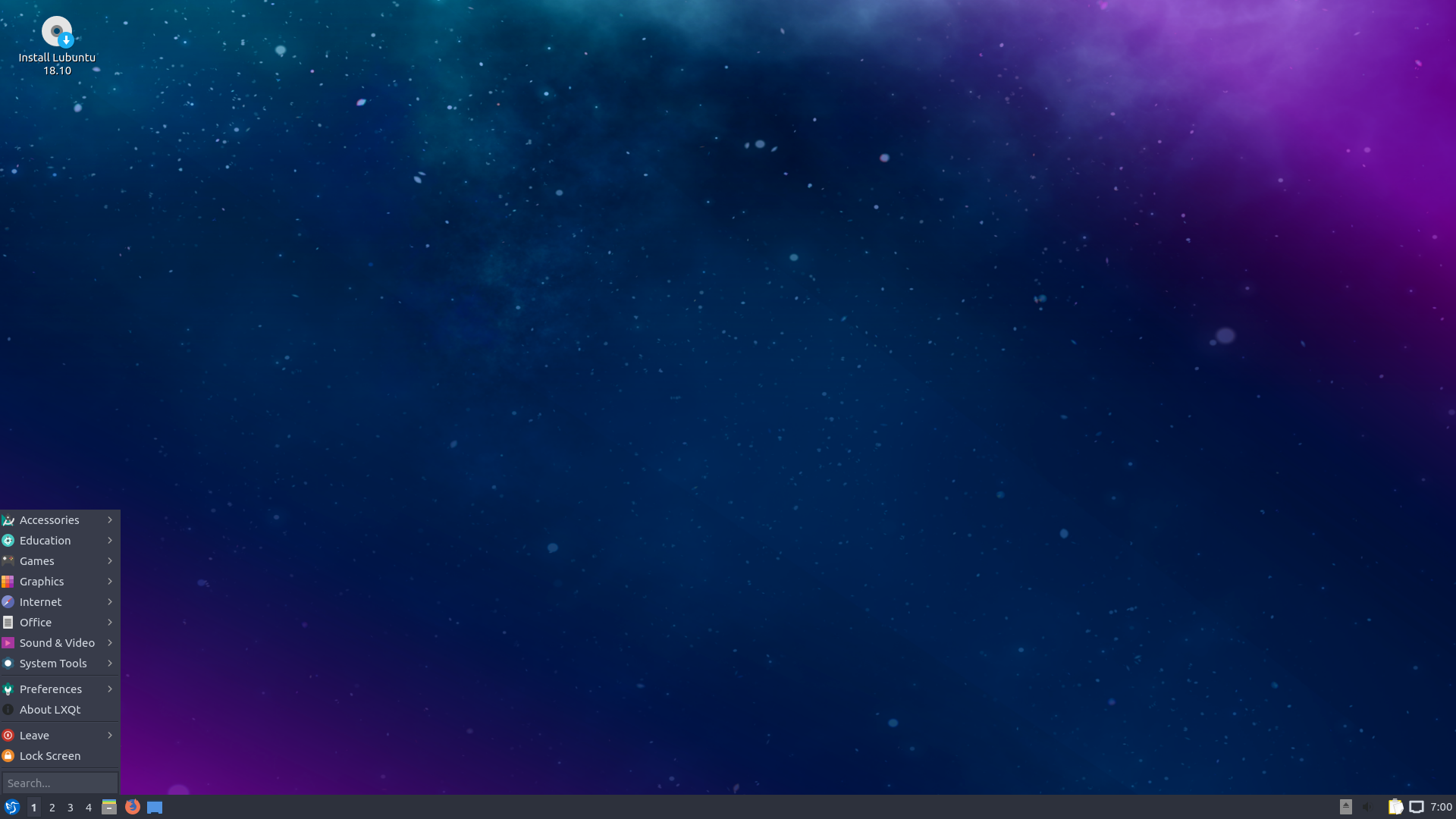
Lubuntu 18.10
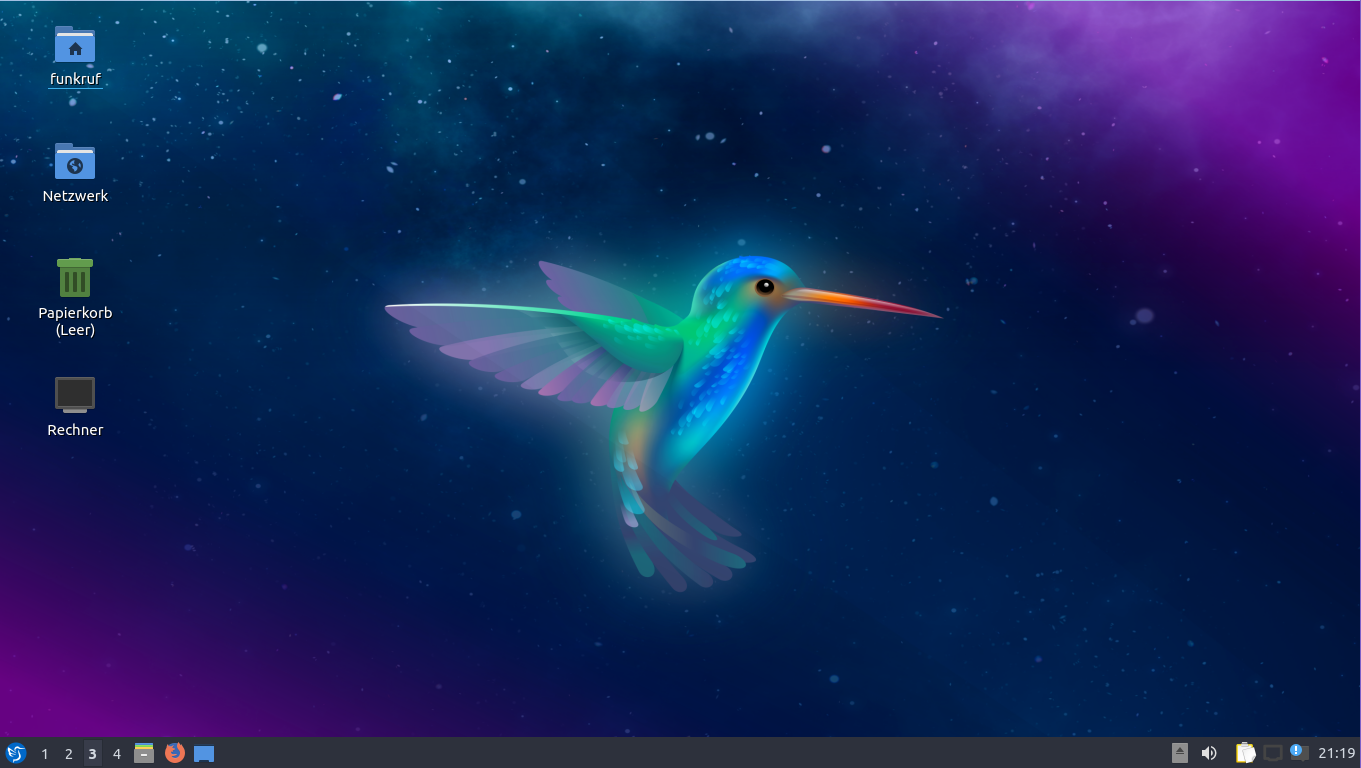
Lubuntu 19.04
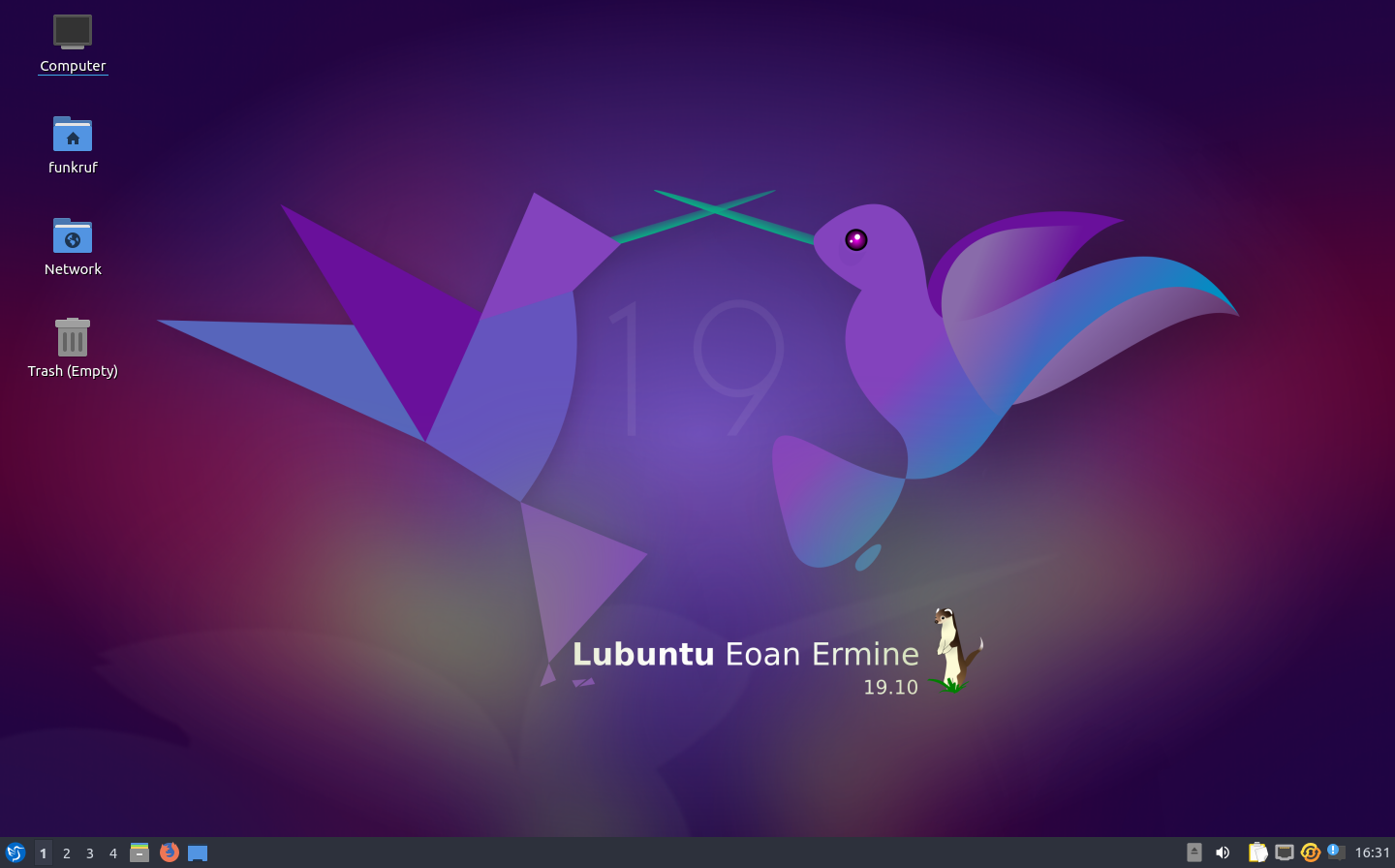
Lubuntu 19.10
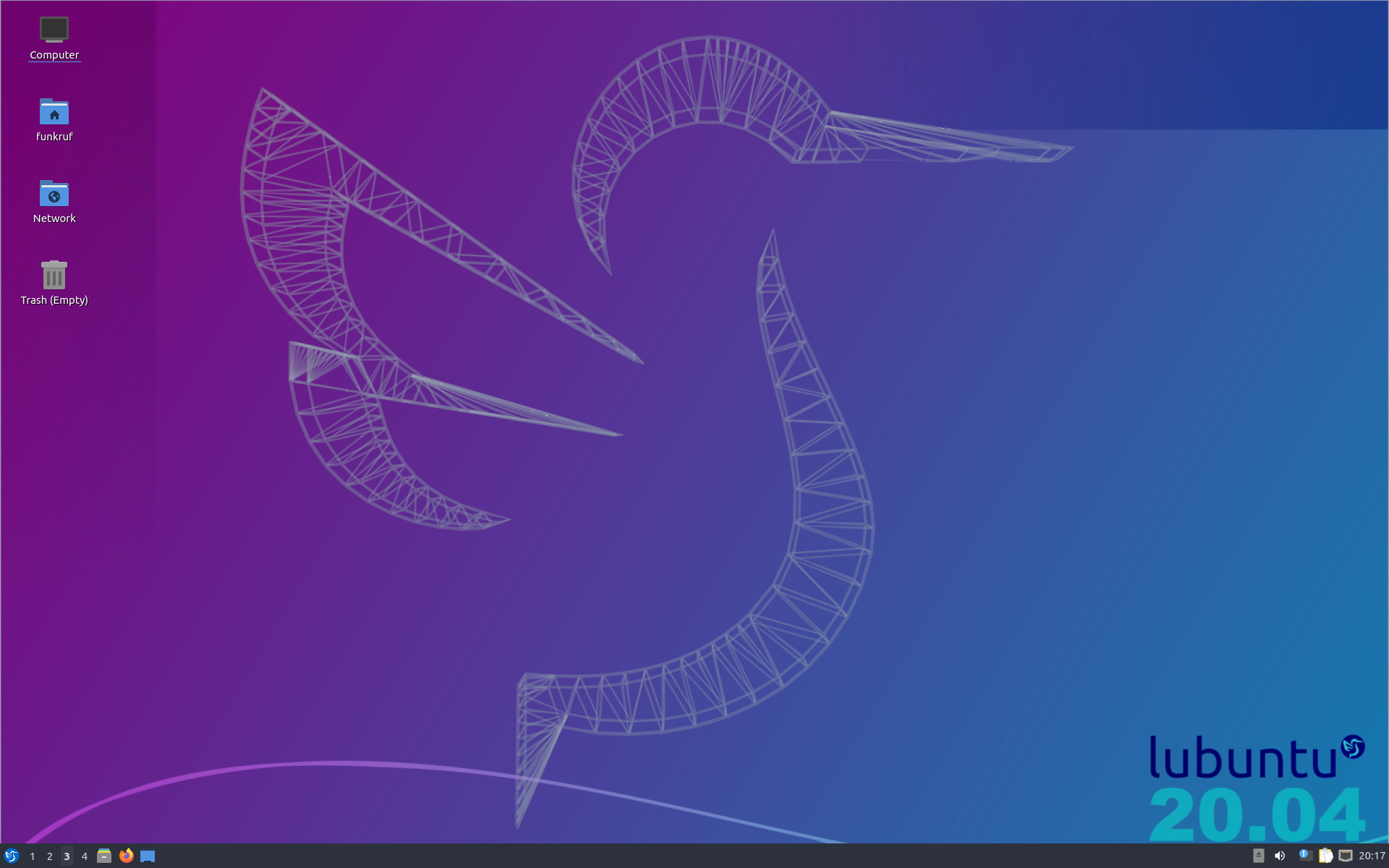
Lubuntu 20.04
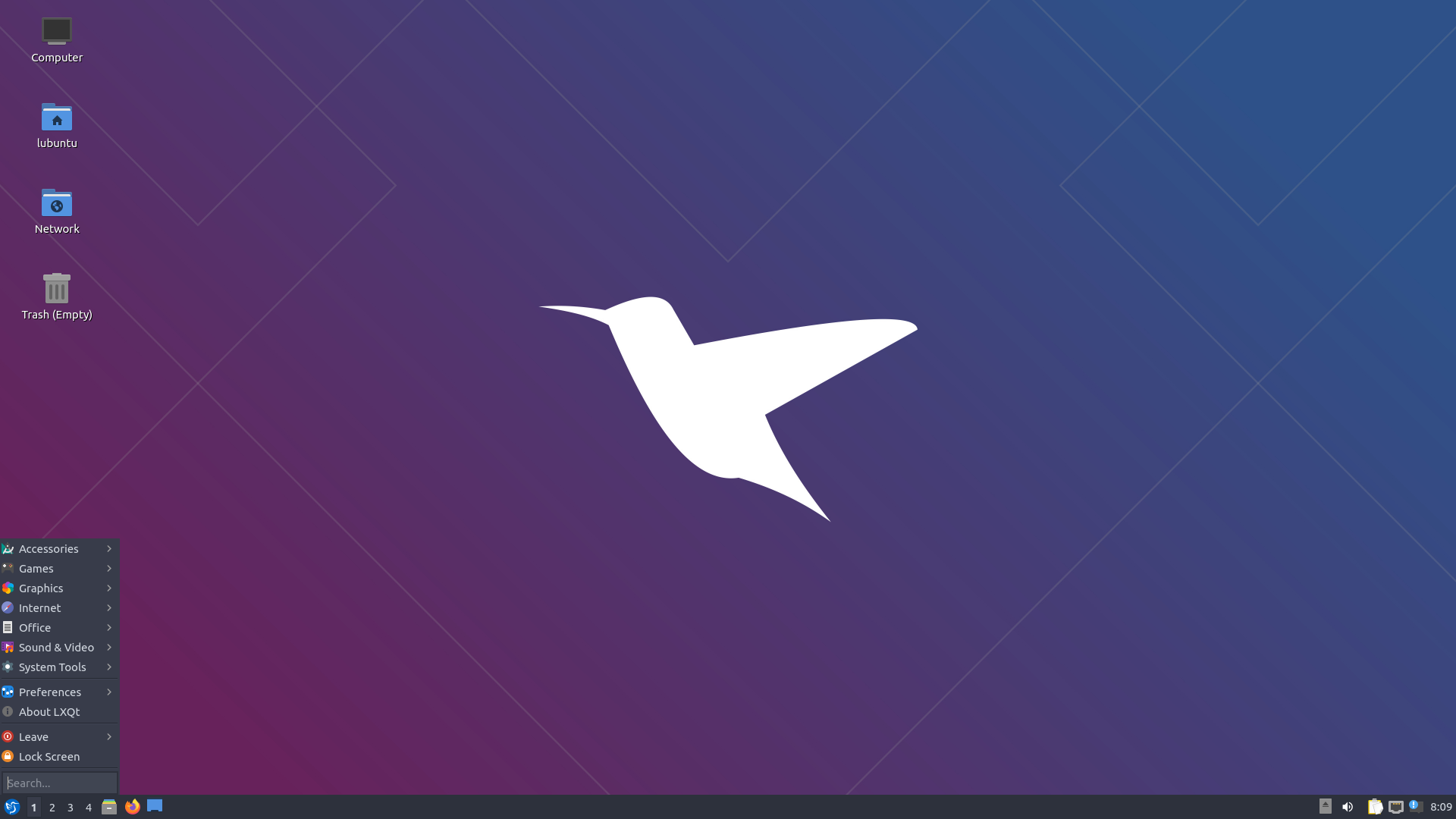
Lubuntu 20.10
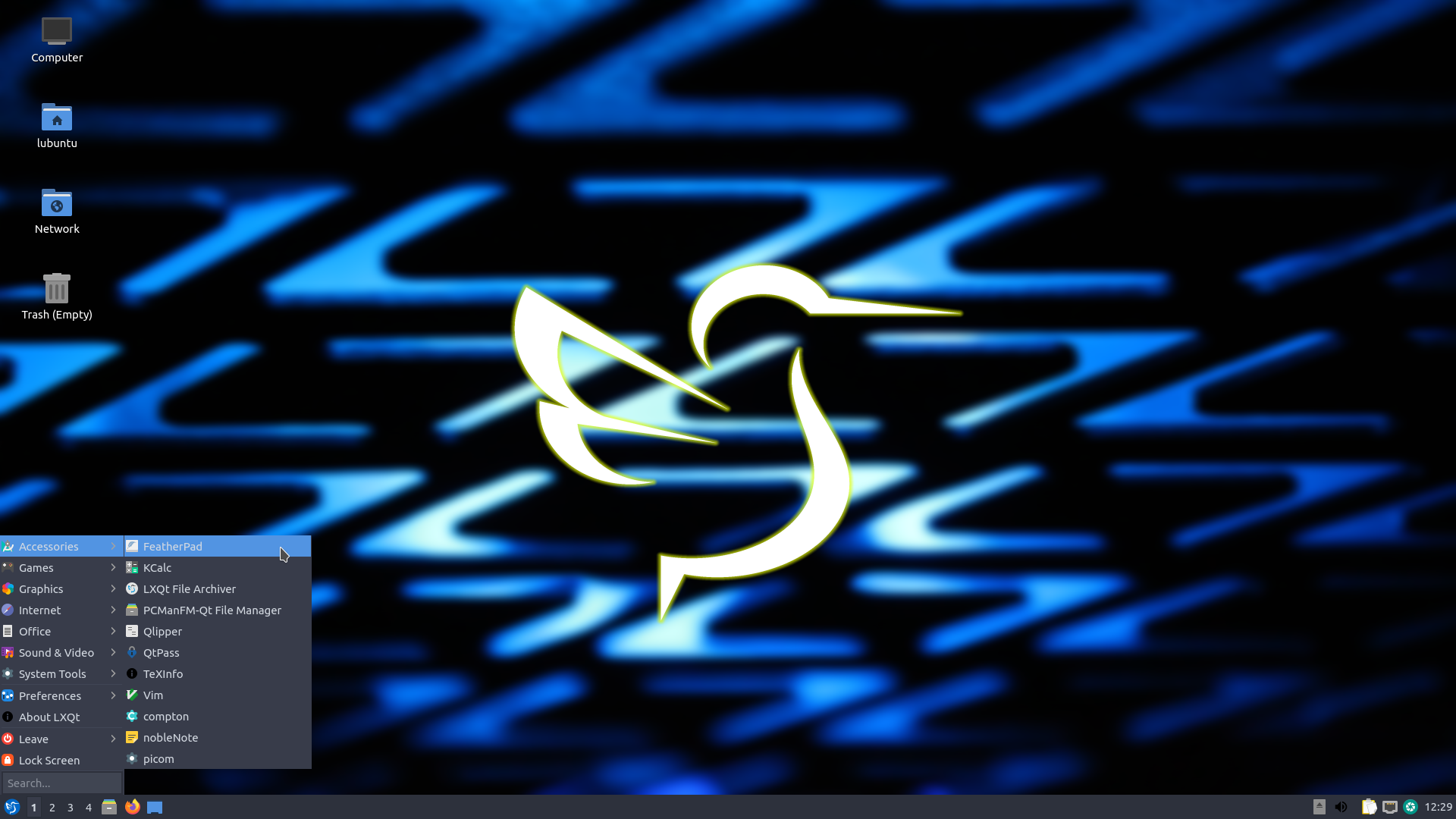
Lubuntu 21.04
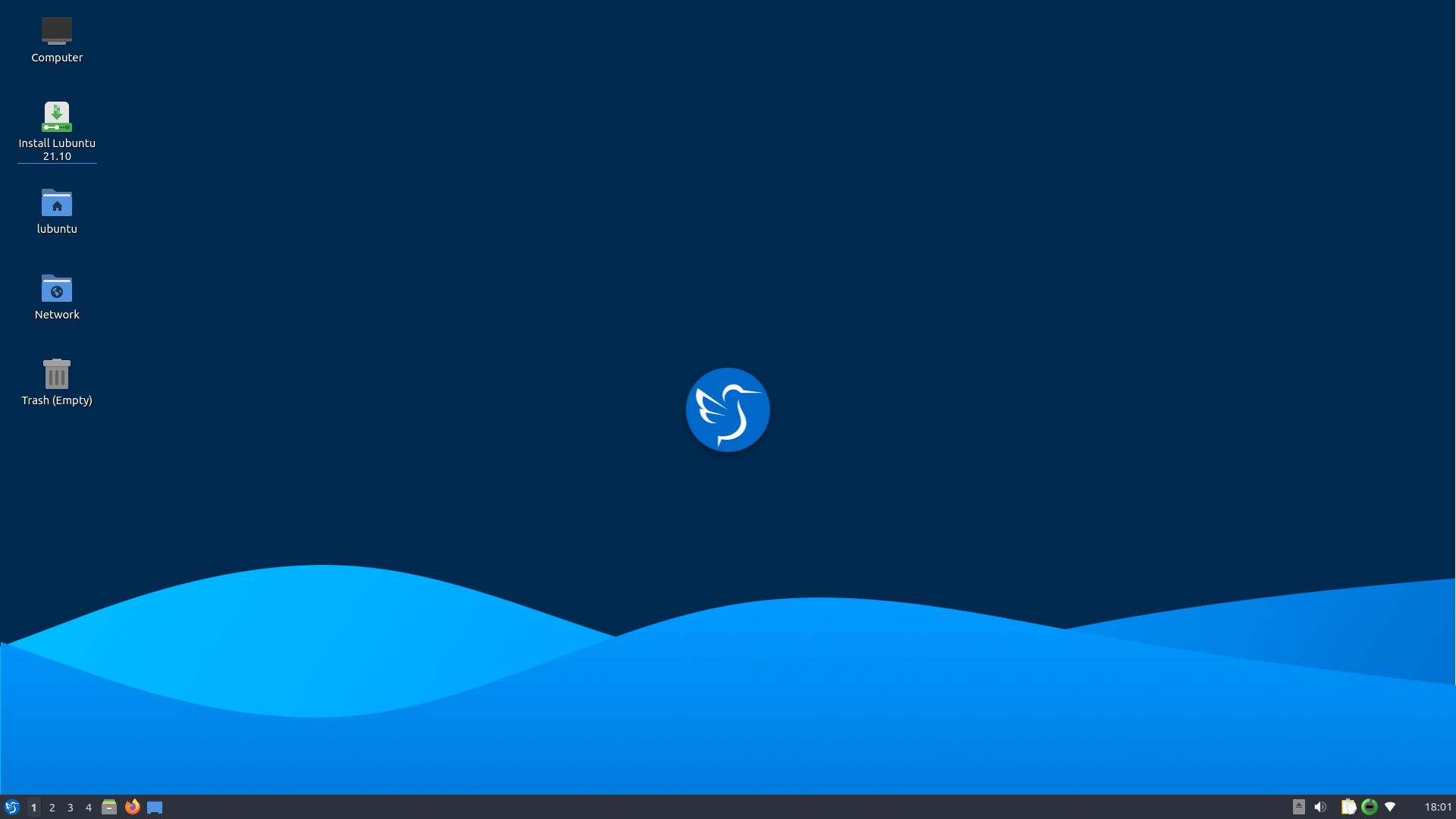
Lubuntu 21.10
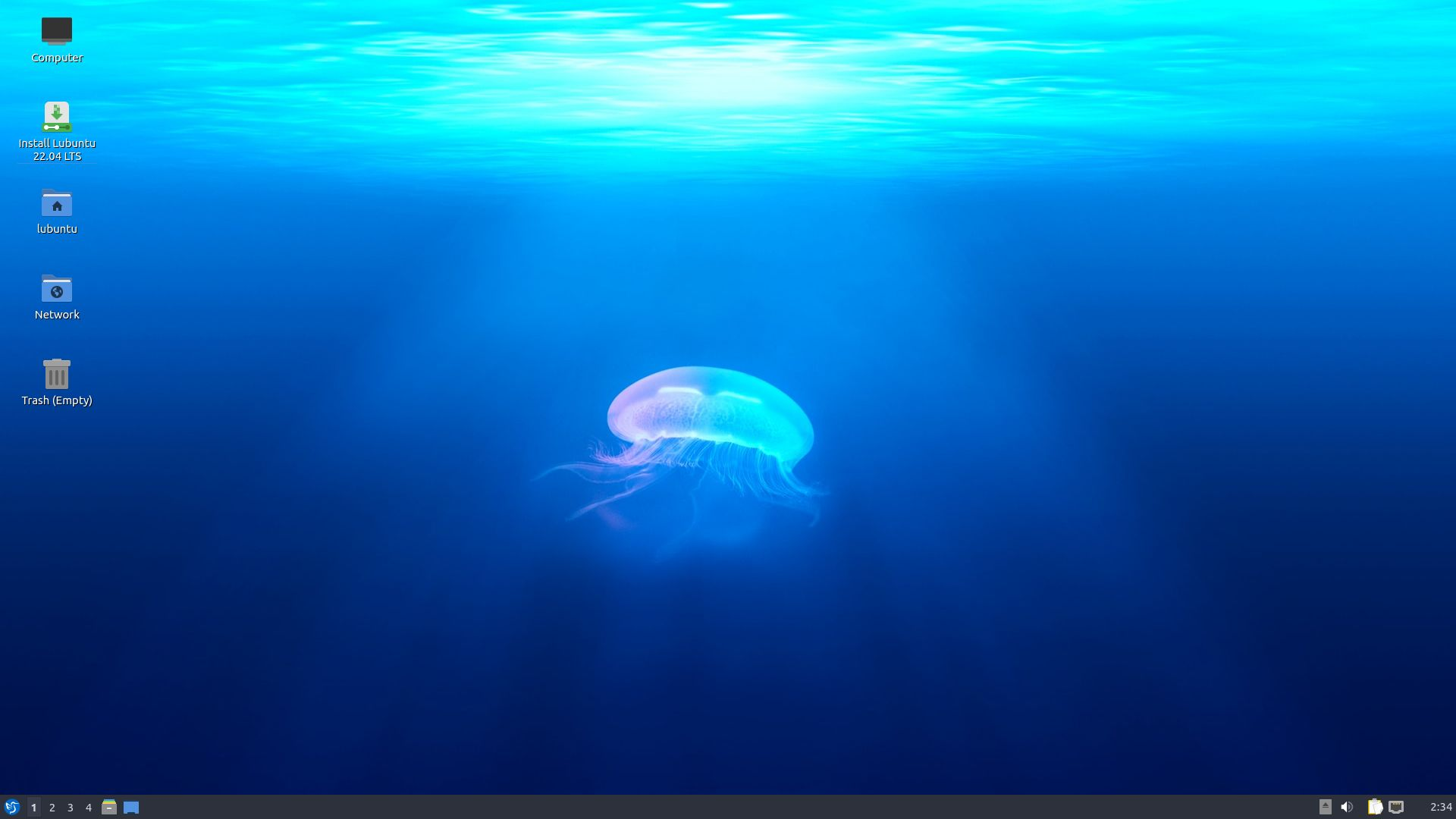
Lubuntu 22.04 LTS
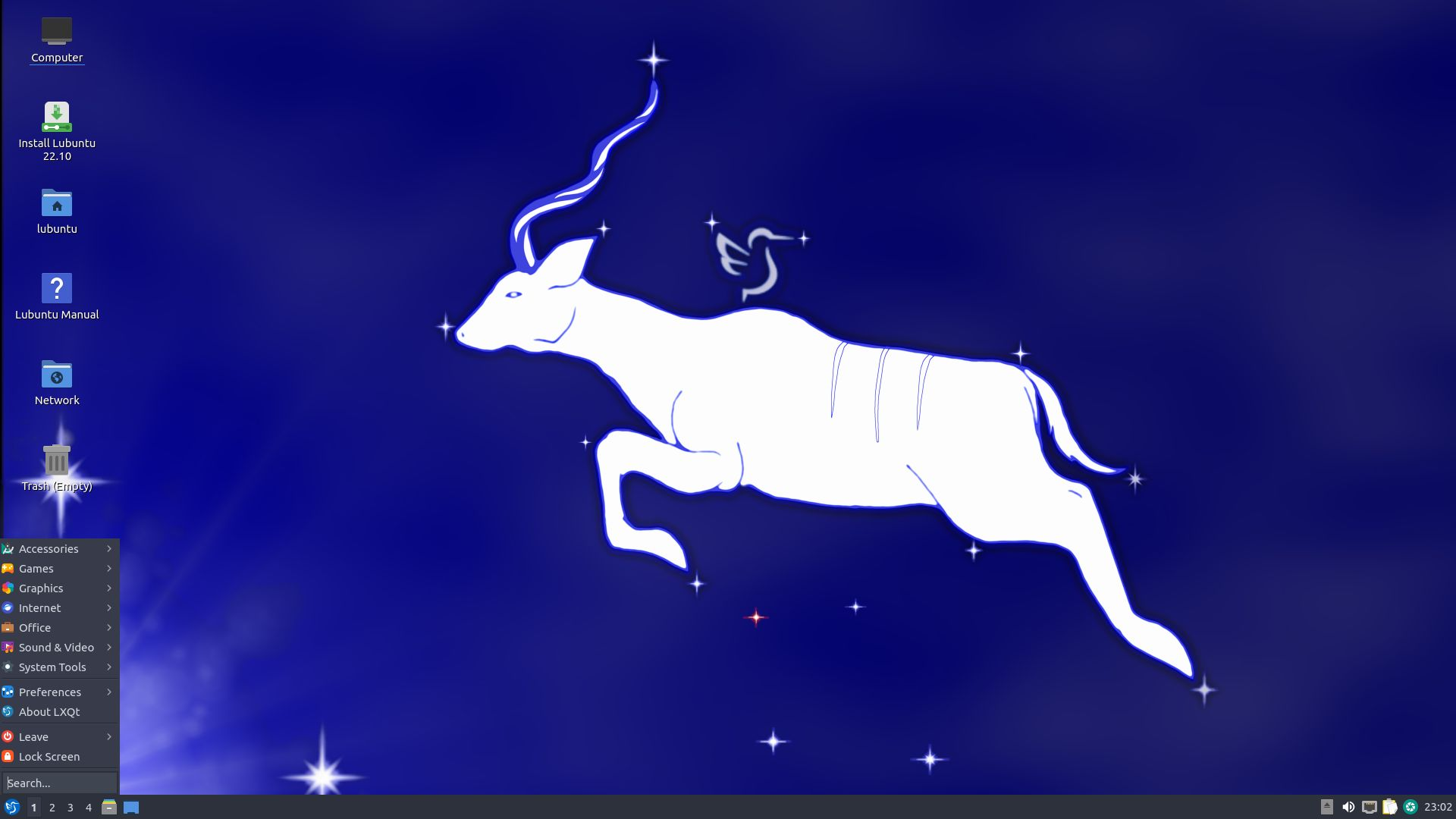
Lubuntu 22.10